# Ferdzsání Szászí
Ferdzsání Szászí (arabul: فرجاني ساسي;  Arjána, 1992. március 18. –) tunéziai válogatott labdarúgó.

## Sikerei, díjai
- CS Sfaxien
  - Tunéziai bajnokság: 2013

- Espérance Tunis
  - Tunéziai kupa: 2015-16